# Tu’um
Tu’um (arab. طعوم) – miejscowość w Syrii, w muhafazie Idlib. W 2004 roku liczyła 3054 mieszkańców.

## Położenie
Tu’um znajduje się na północny wschód od miasta Idlib, na wysokości około 334 m n.p.m. W pobliżu miejscowości znajdują się:
- Binnisz – ok. 3,5 km na południowy zachód,
- Al-Fu’ah – ok. 4 km na zachód,
- Taftanaz – ok. 2,3 km na północny wschód[2].

W pobliżu wsi znajduje się baza lotnicza Taftanaz, położona około 1 mili morskiej na wschód od Tu’um, wykorzystywana przez syryjskie siły powietrzne.

## Konflikt w Syrii
W związku z trwającą od 2011 roku wojną domową w Syrii, region Idlib, w tym okolice Tu’um, doświadczył licznych działań zbrojnych i zmian kontroli nad terytorium. W grudniu 2024 roku siły opozycyjne przejęły kontrolę nad kilkoma dużymi miastami w regionie, co spowodowało masowe przesiedlenia ludności.